# Гарница, Людмила Михайловна
Людмила Михайловна Гарница (род. 23 декабря 1948, Тула) — советская и российская актриса, почетный профессор, педагог.
Педагогу ГИТИСа Людмиле Гарнице присвоено звание почётного работника сферы образования Российской Федерации. Соответствующий приказ № 733 к/н от 8 сентября 2021 г. подписал Статс-секретарь — заместитель Министра П. А. Кучеренко.

## Биография
Родилась в 1948 году в Туле в обычной семье: отец работал на механическом заводе, мать работала учительницей в детском саду.
Учась в школе занималась в драматической студии, которая работала в городском Дворце пионеров.
В 1973 году окончила актёрский факультет Государственного института театрального искусства им. А. В. Луначарского (мастерская профессора Г. Г. Конского и народной артистки СССР О. Н. Андровской).
Молодая актриса обладала потрясающими внешними данными и могла сравниться красотой со звездами мирового кино.
Конечно, режиссеры сразу обратили на нее внимание.
В том же году она дебютировала в кино, сыграв небольшую роль в фильме «Свой парень», однако настоящую известность ей принесла приключенческая лента «Конь, ружье и вольный ветер» (1975)
К сожалению, актерская судьба Людмилы Гарницы не сложилась в кино, хотя ее красота поражала многих режиссеров.
Некоторые были слишком настойчивы в ухаживаниях, актрисе приходилось быть резкой.
Однажды она вот так же резко отказала большому киноначальнику...
Путь в кино для нее закрылся. Но еще артисткой МТЮЗа она начала преподавать сценическую речь
В 1973—1993 годах — актриса Московского театра юного зрителя.
На сцене Московского ТЮЗа, где ей досталась роль королевы Анны в постановке Товстоногова «Три мушкетера».
С 1983 года  почетный профессор кафедры  сценической речи ГИТИСа. 
За годы работы педагогом сценической речи Людмила Гарница воспитала не одно поколение советских и российских актеров.
Работала на факультетах: - актерском – в мастерской народного артиста РФ А.В. Бородина, народного артиста РФ Б.А. Морозова, - музыкального театра – в мастерских народного артиста СССР  Г.П. Ансимова, заслуженного деятеля искусств РФ Ю.А. Петрова - режиссуры цирка – в мастерских: зав. кафедрой режиссуры цирка ГИТИСа, Максимилиана Немчинского, В.А. Гнеушева  российского циркового  режиссёра и хореографа.
Была женой актёра Владимира Качана с 1977 года и до его смерти. Сын Глеб (род. 1978) — музыкант, актёр

## Фильмография
- 1973 — Свой парень — эпизод (нет в титрах)
- 1974 — Незнакомый наследник — Нина Махарадзе, отделочница
- 1975 — Конь, ружьё и вольный ветер — дочь боярина — главная роль
- 1975 — Ольга Сергеевна — Люся Беляева
- 1975 — Улыбнись, ровесник! / Soviel Lieder, soviel Worte! (СССР, ГДР) — Шура
- 1976 — Ансамбль неудачников — Оксана Торчук — главная роль
- 1976 — Случай на фестивале — Лина
- 1985 — Пароль знали двое — эпизод
- 1991 — Бухта смерти — Эмма Карлосян